# Бычковская, Тамара Александровна
Тамара Александровна Бычковская (род. 22 августа 1949) — главный редактор телеканала «Рассвет ТВ».

## Образование
Окончила МГУ, факультет журналистики.
Окончила ТГУ, экономический факультет.
Окончила Международную Академию информатизации.
Окончила Институт проблем сознания, факультет психологии.
Окончила Всесоюзный институт ПК работников гостелерадио, факультет «Тележурналистика».

## Биография
Родилась в селе Максимовка Томской области. По национальности русская.
Работала в разных газетах, радиостанциях и телеканалах. В том числе освещала события в Венгрии, Забайкалье, Чернобыле и Чечне.
Новосибирским Областным советом депутатов назначена главным редактором радио «Слово», в 2011 году отправлена в отставку.

## Награды
- Медаль «За строительство Байкало-Амурской магистрали».
- Заслуженный работник культуры Российской Федерации.
- Орден «За заслуги перед журналистским сообществом» Союза журналистов России.
- «Дежневский крест» — за патриотическое воспитание.
- Почётные грамоты Государственной Думы РФ.
- Почётные грамоты других органов власти.
- Неоднократный лауреат Всероссийских журналистских конкурсов.